# Vera van Pol
Vera Dorothea Wilhelmina van Pol (née le 17 décembre 1993 à Weert) est une gymnaste artistique néerlandaise.

## Carrière
Vera van Pol remporte la médaille de bronze du concours par équipes aux Championnats d'Europe de gymnastique artistique féminine 2018. Elle est aussi médaillée de bronze par équipes aux Championnats d'Europe 2023 à Antalya.